# Первая Армения
Пе́рвая Арме́ния (лат. Armenia Prima, арм. Առաջին Հայք Араджин hАйк) — область в исторической Армении. В разные времена под Первой Арменией понимались различные территории:
- У Мовсеса Хоренаци под Первой Арменией (или Первоначальной Арменией, Протэ Армениа) понимается область города Мажак (Кесария).[1]
- Согласно административному делению Феодосия I (378—386 годы), Первая Армения — область в составе Малой Армении, включающая верхнее и среднее течение реки Гайл и верховья реки Алис. Столица области — Себастия, другие города — Колонея, Никополь, Сатала и другие[1].
- Согласно административному делению Юстиниана I (535—536 годы), Первая Армения — область в составе Византийской империи. Включала некоторые города прежней Первой Армении (Колонея, Сатала, Никополь), часть Понта (с центром в Трапизоне), а также часть Внутренней Армении[2] (Феодосиополь)[1][3].
- Иногда Первой Арменией называют Высокую Армению.